# Anders Carlgren
Anders Carlgren, född 1953, är en svensk journalist. 

## Biografi
Anders Carlgren började 1969 som fotograflärling på tidningarna Kronobergaren och Växjöbladet. Han arbetade där fram till 1975.
Från 1976 till 1995 var han verksam inom Sveriges Radio och Sveriges Television som reporter, producent, programledare och utrikeskorrespondent. 1986 var han en av grundarna av radioprogrammet Godmorgon, världen! i Sveriges Radio. Under de första åren var han programmets ankare. 
Efter 1995 har han arbetat bland annat för TV3, TV8, Röda Korset och Amnesty International. 